# Model human procesor
Model human procesor ili MHP je kognitivna metoda modeliranja koristiti se za izračunvanje koliko je vremena potrebno za obavljanje određenog zadatka. Ostale kognitivne metode modeliranja uključuju paralelno dizajna, Goms i KLM (interakcija ljudskih - računalo). Kognitivne metode su jedan od načina za procjenu upotrebljivosti proizvoda. Ova metoda koristi eksperimentalni puta za izračunavanje kognitivne i vremena obrade motora. Vrijednost model ljudskog procesora je da omogućava sistem dizajner predvidjeti performanse u odnosu na vreme koje je potrebno osobi da završi zadatak bez izvođenja eksperimenata. Druge metode modeliranja uključuju inspekcije metode, upit metode, metode izrade prototipa, i metode ispitivanja.
U standardne definicije za MHP je: The MHP crta analogiju između područja prerade i skladištenja u kompjuter, sa perceptivni, motor, kognitivne i memorijske područja korisniku računala.
Model ljudskog procesora koristi kognitivne, perceptivnih i motornih procesora uz vizuelna slika, radne memorije, i dugoročne memorije skladišta. Dijagram je prikazan ispod. Svaki procesor ima vremena ciklusa i svaka memorije ima vremena propadanja. Ove vrijednosti su također uključeni u nastavku. Praćenjem veze dijagramsku ispod, zajedno sa pripadajućim ciklusa ili propadanja puta, vremena koje je potrebno da korisnik izvrši određeni zadatak može se izračunati. Studije u ovoj oblasti su prvobitno uradio Card, SK, Moran TP, i Newell, A. (1983). Trenutna studija u oblasti uključuju rad razliku procesu puta u starijih osoba koje Tiffany Jastrembski i Neil Charness (2007).

## Kako izračunati
Proračuni zavise od sposobnosti da se sruši svaki korak zadatka u osnovne procese. U detaljnije analize više precizan model će biti predvdeti ljudske performansi. Metoda za određivanje procesa mogu se pedeliti na sledeće korake
- Napišite od glavnih koraka na osnovu : radni prototip, simulacije, korak po korak hoda kroz sve korake
- Jasno identifikujte specifične zadatake i način kako da se uradi zadatak
- Za svaki završni korak identfikovati podnivoe do osnove proces (u dijagramu ili grafikon)
- Pretvoriti u pseudo koda (pisanje od metoda za svaki korak)
- Popis svih pretpostavki (će biti od pomoći kao višestruki iteracija su završeni)
- Odredite vreme svake operacije (na osnovu tabeli)
- Odredite je li treba vremena rada treba prilagoditi (sporije za starije osobe, invaliditeta, nepoznavanje, itd)
- Sumirajte puta izvršenja
- ponoviti po potrebi i proveravati kod prototipova, ako je moguće

| Parameter                                                                               | Mean       | Range            |
| --------------------------------------------------------------------------------------- | ---------- | ---------------- |
| Eye movement time(Vremena kretanja)                                                     | 230 ms     | 70-700 ms        |
| Decay half-life of visual image storage(Poluživo skladištenje vizuelnih slika)          | 200 ms     | 90-1000 ms       |
| Visual Capacity (Vizuelni kapacitet)                                                    | 17 letters | 7-17 letters     |
| Decay half-life of auditory storage (Poluživa slušna skladištenja)                      | 1500 ms    | 90-3500 ms       |
| Auditory Capacity (Zvučni kapacitet)                                                    | 5 slova    | 4.4-6.2 slova    |
| Perceptual processor cycle time (Percepcije vreme ciklusa procesora)                    | 100 ms     | 50-200 ms        |
| Cognitive processor cycle time (Cognitive vreme ciklusa procesora)                      | 70 ms      | 25-170 ms        |
| Motor processor cycle time (Motorne vreme ciklusa procesora)                            | 70 ms      | 30-100 ms        |
| Effective working memory capacity (Efektivni radni kapacitet memorije)                  | 7 komada   | 5-9 komadića     |
| Pure working memory capacity (Kapacitet radne memorije)                                 | 3 komada   | 2.5-4.2 komadića |
| Decay half-life of working memory (Decay poluživot radne memorije)                      | 7 sec      | 5-226 sec        |
| Decay half-life of 1 chunk working memory (Decay poluživot od 1 komad radne memorije)   | 73 sec     | 73-226 sec       |
| Decay half-life of 3 chunk working memory (Decay poluraspada 3 komadića radne memorije) | 7 sec      | 5-34 sec         |

## Potencijalne koristi
Kada završite, proračuni se onda može koristiti za određivanje vjerojatnost korisnik pamćenja stavku koja možda naišli u procesu. Sljedeća formula se može koristiti za pronaći vjerojatnost : P = eK * t gdje je K je propadanje konstantna za odgovarajuće memorije u pitanju (radnim ili dugoročno), a t je količina vremena prošlo (sa jedinicama odgovara da je K). Verovatnoća bi se onda mogla koristiti kako bi se utvrdilo da li ili ne korisnik bi vjerojatno sjetiti važan podatak su predstavljene sa pritom aktivnost.
Važno je da se zaključiti unaprijed da li je korisnik će biti u mogućnosti da se ponovi vitalne informacije u cijeloj vremenu t, jer to ima negativan utjecaj na radne memorije, ako oni ne mogu. Na primjer, ako korisnik čita linije teksta i predstavljene sa važan telefonski broj u tom tekstu, ne mogu biti u mogućnosti da se ponovi broj ako treba da i dalje čitati. To bi izazvati vremena propadanja korisnika radne memorije da bude manja, čime se smanjuje njihov verovatnost opoziva.